# Jack Knowles
Jack Knowles (* 1987 in London) ist ein englischer Lichtdesigner.

## Leben
Knowles studierte an der Central School of Speech and Drama seiner Heimatstadt. Danach konnte er als Assistent, als Associate Light Designer und schließlich eigenständig in der Londoner Theaterszene Fuß fassen. Er entwickelte das Lichtdesign für sehr unterschiedliche Produktionen weltweit, wie für die Rockoper Tommy von The Who (Regie: Raz Shaw, Prince Edward Theatre, 2012), Blink, das eigenartige Drama über Voyeurismus und Engagement von Phil Porter (Regie: Joe Murphy, Traverse Theatre in Edinburgh und Soho Theatre London, 2012), die jakobinische Tragödie The Changeling von William Rowley und Thomas Middleton (Regie: Joe Hill-Gibbons, Young Vic London, 2012), Moth [Motten] von Declan Greene (Regie: Prasanna Puwanarajah, Bush Theatre London und Hightide Festival, 2013),Hopelessly Devoted von Kate Tempest (Regie: James Grieve, Paines Plough und Tricycle Theatre, London, 2014), The Kilburn Passion von Suhayla El-Bushra (Regie: Emily Lim, Tricycle Theatre, London, 2014), There Has Possibly Been An Incident von Chris Thorpe (Regie: Sam Pritchard, Royal Exchange, Manchester, 2013 und Berliner Theatertreffen 2014).
Seit 2009 arbeitet Knowles regelmäßig mit den britischen Regisseuren Tim Webb und Katie Mitchell zusammen.

## Theaterproduktionen (Auswahl)

### Mit dem Regisseur Tim Webb
- 2011 Ring A Ding Ding von Oily Cart – Unicorn Theatre London und New Victory Theatre New York
- 2012 In A Pickle von Oily Cart  – Royal Shakespeare Company London
- 2013 Tube von Oily Cart – Unicorn Theatre
- 2013 Mr and Mrs Moon von Tim Webb – Stratford Circus
- 2014 There Was An Old Woman von Tim Webb – Southbank Centre
- 2015 Land of Lights von Tim Webb – Arts Depot

### Mit der Regisseurin Katie Mitchell
- 2009 After Dido nach Henry Purcell – English National Opera/Young Vic
- 2009 Al gran sole carico d’amore von Luigi Nono – Salzburger Festspiele, 2012 auch an der Staatsoper Unter den Linden in Berlin
- 2011 Die Wellen – Schauspiel Köln
- 2012 Reise durch die Nacht nach Friederike Mayröcker – Schauspiel Köln, 2013 auch beim Berliner Theatertreffen und beim Festival d’Avignon
- 2013 Die gelbe Tapete nach Charlotte Perkins Gilman – Schaubühne am Lehniner Platz in Berlin
- 2013 Say it with Flowers – Hampstead Theatre London
- 2014 Atmen von Duncan Macmillan – Schaubühne am Lehniner Platz in Berlin
- 2014 Wunschloses Unglück von Peter Handke – Burgtheater Wien im Kasino am Schwarzenbergplatz
- 2014 Forbidden Zone von Duncan Macmillan, Uraufführung – Salzburger Festspiele, danach an der Schaubühne am Lehniner Platz in Berlin
- 2015 Glückliche Tage von Samuel Beckett – Deutschesschauspielhaus Hamburg
- 2016 Cleansed von Sarah Kane – National Theatre, London
- 2017 4.48 Pyschose von Sarah Kane – Deutschesschauspielhaus Hamburg